# 동적 웹페이지

동적 웹 페이지: 서버사이드 스크립팅의 예 (PHP, MySQL)

서버사이드 동적 웹페이지(server-side dynamic web page)는 서버사이드 스크립트를 처리하는 애플리케이션 서버에 의해 통제되는 구조의 웹페이지이다. 서버 사이드 스크립트에서 파라미터는 클라이언트 사이드 처리의 구성을 포함하여, 새로운 모든 웹 페이지의 조합이 어떻게 처리되는지를 결정한다.
클라이언트 사이드 동적 웹페이지(client-side dynamic web page)는 로드될 때 브라우저에서 실행되는 HTML 스크립트를 사용하여 웹 페이지를 처리한다. 자바스크립트와 다른 스크립트 언어들은 수신된 페이지의 HTML이 문서 객체 모델(DOM)로 구문 분석하는 방식을 결정하며 로드되는 웹 페이지를 표출한다. 동일한 클라이언트 사이드 기법들이 동일한 방식으로 DOM을 동적으로 업데이트하거나 변경한다.

## 같이 보기
- 심층 웹
- DHTML
- 반응형 웹 디자인
- 솔루션 스택
  - LAMP (소프트웨어 번들)
- 정적 웹 페이지